# Crisis del siglo III
La crisis del siglo III, también conocida como anarquía del siglo III, anarquía militar o crisis imperial, hace referencia a un período histórico del Imperio romano, de casi cincuenta años de duración, en el que casi colapsó. La crisis empezó con el asesinato del emperador Alejandro Severo, en el año 235, por parte de sus propias tropas, y terminó gracias a las victorias militares de Aureliano y el ascenso de Diocleciano al trono del Imperio, en el año 284. Este fue un período de profunda crisis, durante el cual se produjeron fuertes presiones de los pueblos exteriores al Imperio y una aguda crisis política, económica y social en el interior del Imperio. Durante los cincuenta años de la crisis, el imperio sufrió las presiones combinadas de invasiones bárbaras y migraciones al territorio romano, guerras civiles, rebeliones campesinas e inestabilidad política, en donde múltiples usurpadores competían por el poder. Esto condujo al envilecimiento de la moneda, al colapso económico, y para sumar al desorden contribuyó la peste cipriana. Con el tiempo, las tropas romanas fueron dependiendo cada vez más de la creciente influencia de mercenarios bárbaros conocidos como foederati. A la vez, comandantes romanos sobre el terreno, aunque nominalmente trabajaban para Roma, se hicieron cada vez más independientes.
Tanto en Italia como en las provincias surgieron poderes efímeros sin fundamento legal, mientras que la vida económica se vio marcada por la incertidumbre de la producción, la dificultad de los transportes y la ruina de la moneda, entre otras.
De este período se han diferenciado dos subperíodos:
- Anarquía militar (235-268), en la que se produjo una ausencia casi constante de una autoridad regular central duradera y durante la cual los soldados de los ejércitos fronterizos, de los limes imperiales, designaron y eliminaron emperadores a su voluntad. El descontrol fue tal que varias provincias de occidente y oriente se escindieron para formar el Imperio galo y el Imperio de Palmira respectivamente, en un intento de hacer frente con sus propios medios a los peligros exteriores que amenazaban el Imperio.
- Emperadores ilirios (268-284). Tras los años anteriores de anarquía militar, en los que la seguridad y la unidad del imperio se habían visto gravemente comprometidos, diferentes emperadores de origen ilírico y danubiano lograron reunificar el Imperio y sentar las bases para restablecer la situación.

Con el nombramiento de Diocleciano y el establecimiento primero de la Diarquía y después de la Tetrarquía, se dio por superada la crisis del siglo III.
El siglo III —o mejor los cerca de cien años que separan el reinado de Septimio Severo (193-211) del de Diocleciano (284-305)— ha sido considerado como una etapa intermedia entre el Alto Imperio Romano (siglos I y II) y el Bajo Imperio Romano (del siglo IV al VI) porque mantiene características del primero (el régimen político del Principado) pero contiene muchos elementos que configuraron el segundo (caracterizado por el régimen político del Dominado). Según el historiador español Gonzalo Bravo durante ese siglo se produjo el complejo proceso de cambio de la sociedad altoimperial, basada en la «ciudad» y en la diferencia de status entre «libres» con derechos y «esclavos» sin ellos, y la bajoimperial, basada en las grandes propiedades rurales (villae), independientes de la ciudad, cultivadas por arrendatarios «libres» (coloni) que acabarían adscritos a la tierra.

## Historia
Los problemas empezaron en el año 235, cuando el emperador Alejandro Severo fue asesinado por sus soldados a la edad de 27 años, después de que las legiones romanas fueran derrotadas en la campaña contra la Persia sasánida. Mientras un general tras otro peleaban por el control del imperio después de la muerte de Alejandro Severo, las fronteras fueron descuidadas y sujetas a frecuentes incursiones por parte de godos, vándalos y alamanes por el norte, así como de los sasánidas en el este.
Finalmente, en el año 258, los ataques fueron internos, cuando el imperio se dividió en tres estados separados que competían entre sí. Las provincias romanas de Galia, Britania e Hispania, por inspiración de sus guarniciones militares, se separaron para formar el efímero Imperio galo, y dos años más tarde, en el año 260, las provincias orientales de Siria, Palestina y Egipto se independizaron tomando el nombre de Imperio de Palmira, con respaldo sasánida, dejando en el centro al Imperio romano propiamente dicho que estaba basado en Italia, los Balcanes, Asia Menor y las provincias leales del norte de África.

Fraccionamiento del Imperio romano el año 271.

Una invasión por una gran hueste de godos fue derrotada en la batalla de Naissus en 268. Esta victoria fue significativa como punto de inflexión de la crisis, cuando una serie de enérgicos y duros emperadores-soldados tomaron el poder. Las victorias del emperador Claudio II el Gótico durante los dos años siguientes hicieron retroceder a los alamanes y recuperaron Hispania del Imperio galo. Cuando Claudio murió en el año 270 debido a la peste, el prestigioso general Aureliano, que había comandado la caballería en la batalla de Naissus, le sucedió como emperador y continuó la restauración del Imperio.
Aureliano condujo al imperio durante el peor periodo de la crisis, ocurrido durante su reinado (270-275) derrotando, sucesivamente, a vándalos, visigodos, palmirenos (véase Zenobia), persas y después a lo que quedaba del Imperio galo. Al final del año 274 el Imperio romano fue reunificado del todo, y las tropas fronterizas volvieron a sus puestos. Más de un siglo transcurriría antes de que Roma perdiera otra vez el control sobre las amenazas externas.
Sin embargo, docenas de ciudades antiguamente prósperas, especialmente en el oeste del imperio, resultaron arruinadas tras las guerras, sus poblaciones se dispersaron, y debido al colapso del sistema económico la mayoría no pudieron ser reconstruidas. Las otras ciudades principales, incluyendo la propia Roma, se encontraron rodeadas de gruesos muros defensivos que no habían necesitado durante muchos siglos.
Finalmente, aunque Aureliano había desempeñado un papel significativo en la restauración de las fronteras del imperio y su protección contra amenazas externas, persistían los problemas fundamentales que habían causado la crisis inicialmente. En particular, el derecho de sucesión nunca había sido definido claramente en el Imperio romano y se había permitido legalmente una gran flexibilidad para que los emperadores pudieran adoptar personas adultas que heredarían supuestamente su poder, lo que condujo a continuas guerras civiles al proponer distintas facciones sus candidatos favoritos a emperador. Otro problema era el tamaño inmenso del imperio, que dificultaba el que un solo gobernante autocrático afrontara con efectividad múltiples amenazas simultáneas si es que carecía de una burocracia ágil y eficaz en cada provincia. Todos estos problemas continuos fueron afrontados radicalmente por el emperador Diocleciano a inicios del siglo IV, fueron las reformas de Diocleciano las que permitieron al imperio sobrevivir durante más de cien años en el oeste (aunque sin recobrar su antiguo esplendor), y más de mil en el este.

## Impacto económico
Internamente el Imperio sufrió una hiperinflación causada por años de devaluación de la moneda. Esto había comenzado anteriormente, bajo los emperadores Severos, quienes aumentaron el tamaño del ejército en un 25 % y duplicaron la paga básica de los soldados. Al acceder al poder, los emperadores con reinados cortos necesitaban obtener dinero rápidamente para pagar el "bono de accesión" del ejército, prácticamente una recompensa para los soldados que habían apoyado al nuevo emperador, mientras que otros directamente pagaban sobornos a los cuerpos de tropa para que mantuvieran fidelidad al nuevo régimen.
Desde el asesinato de Sejano bajo el reinado de Tiberio en el año 31, se había pagado sumas de dinero (el llamado donativium) a los miembros de la Guardia Pretoriana como "recompensa" a su lealtad, pero este sistema había degenerado en una abierta corrupción de estas tropas. Habiendo llegado al extremo de que cuando los pretorianos imperiales mataron al emperador Pertinax en el año 193 prácticamente vendieron el cargo imperial al procónsul Didio Juliano a cambio de 6250 denarios de plata para cada miembro de la Guardia Pretoriana. Tal costumbre de pagar sobornos a cambio de lealtad se generalizó pronto a las legiones del ejército regular romano.
El Estado romano dependía fuertemente de los impuestos, pero estos eran difíciles de cobrar en un imperio tan vasto y de hecho su recaudación era un proceso lento y complejo. Por tanto, la forma más fácil en que un emperador podía recaudar dinero era simplemente reducir la cantidad de plata o de oro en las monedas y acuñar éstas con metales más baratos. Tal política era sumamente arriesgada, pues al igual que en todas las sociedades de su tiempo, la moneda romana dependía de su valor intrínseco como metal precioso y por ello debía guardar una proporción mínima de plata u oro para que conservara poder adquisitivo, lo cual explica que en dicha época las monedas de bronce y de cobre se reservaran para las piezas de menor poder de compra. En el caso de la moneda de oro, el áureo acuñado ya en tiempos de Augusto, la proporción había sido la siguiente: 1 libra de oro = 40 áureos de oro = 1000 denarios = 4000 sestercios.
No obstante, en el año 215 el emperador Caracalla cambió la proporción ordenando que de cada libra de oro se extrajeran 50 monedas, lo cual implicaba reducir en 20 % la proporción de oro y por consiguiente devaluar la moneda, en tanto el valor facial se mantenía sin alteración. Paralelamente Caracalla instauró una nueva moneda, el antoniniano, que oficialmente equivalía a dos denarios, pero cuyo auténtico contenido de plata era igual a solo 1.5 denarios.
La alteración de la moneda tuvo el efecto previsible de causar una inflación desbocada: la población empezó a atesorar los denarios que aún no habían sido devaluados, mientras que formalmente el antoniniano, pese a ser de menor valor, mantenía un valor facial de dos denarios. Pronto el descrédito de la moneda se hizo evidente y treinta años después de la muerte de Caracalla, el antoniniano estaba acuñado solo con bronce, obtenido a veces solo tras fundir antiguos sestercios.

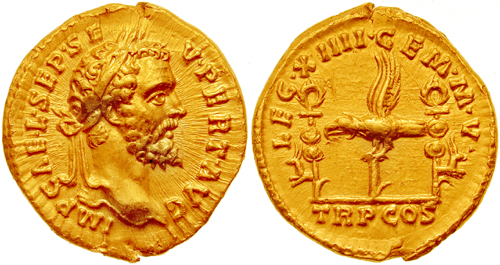
Áureo de Septimio Severo, acuñado en 193 en honor de la XIV Gemina Martia Victrix, que lo proclamó emperador.

Algunos impuestos ya empezaban a recolectarse en especie, si era posible, desde fines del siglo II y a partir del reinado de Caracalla los valores eran con frecuencia contados solo nominalmente en oro y plata: los metales preciosos se habían convertido lentamente en moneda imaginaria, útil solo para ser mencionados como equivalencia debido a su escasez física. Mientras tanto los sestercios de latón se hacían más comunes.
Los valores nominales del dinero continuaron figurando en las monedas de oro y plata, pero la moneda de plata, el denario, usado durante más de trescientos años del Imperio, desapareció en la práctica debido a que los emperadores procedieron a reducir agresivamente el valor de plata en las monedas, las cuales cada vez más estaban compuestas de cobre o bronce y perdían por ello su antiguo poder adquisitivo.
Paulatinamente, a lo largo del siglo III los sucesores de Caracalla continuaron dicha política, reduciendo la composición del denario hasta un 50 % de plata, pero manteniendo el valor facial y peso de este, trayendo su inevitable pérdida de valor y una consiguiente inflación. La moneda romana tenía un poder adquisitivo sumamente bajo al iniciarse el siglo IV y el comercio se llevaba a cabo principalmente a través del trueque. Todos los aspectos del estilo de vida romano se vieron afectados por esta situación, pues no solo se perjudicaba el comercio y la pequeña industria, sino también a la agricultura, principal actividad económica del Imperio. 

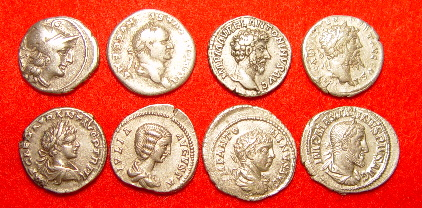
Denarios romanos. Arriba, de izquierda a derecha: c. 157 a. C. República romana, c. 73 d. C. Vespasiano, c. 161 Marco Aurelio, c. 194 Septimio Severo;
Debajo: de izquierda a derecha: c. 199 Caracalla, c. 200 Julia Domna, c. 219 Heliogábalo, c. 236 Maximino

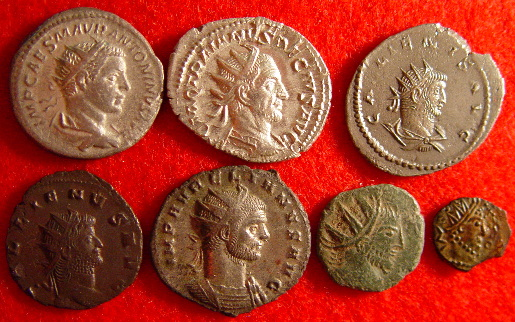
Antoninianos romanos. Fila superior, de izquierda a derecha: Heliogábalo (plata 218-222), Decio (plata, 249-251), Galieno (253-268 acuñado en Asia Menor)
Fila inferior: Galieno (cobre 253-268), Aureliano (cobre y plata 270-275), Imitaciones bárbaras (en cobre)

Durante el reinado del emperador Aureliano en 274 el denario romano prácticamente no contenía plata, y resultó inútil el esfuerzo económico de Aureliano en revertir la situación. Al inicio del reinado de Diocleciano, el denario casi había colapsado en su valor y este emperador suspendió definitivamente su uso, instituyendo en su lugar el argenteus. Diocleciano ejecutó una profunda reforma monetaria desde el año 301 para sanear la moneda romana, poniendo fin transitorio a la crisis financiera.
Uno de los efectos más profundos y duraderos de la crisis del siglo tercero fue la disrupción de la extensa red comercial interna del Imperio romano. Desde la Pax Romana, la economía del Imperio romano había dependido en gran parte del comercio entre los puertos mediterráneos y sobre el extenso sistema de carreteras romanas. Los mercaderes podían viajar de un extremo a otro del Imperio en pocas semanas en relativa seguridad, llevando productos agrícolas producidos en las provincias y artículos manufacturados producidos en las grandes ciudades del Este, e intercambiarlos por monedas de plata y oro realmente valiosas. Grandes haciendas producían cosechas para la exportación, y usaban los beneficios resultantes para importar comida y productos manufacturados, y esto creó una gran interdependencia económica entre los habitantes del Imperio al existir provincias especializadas en la producción de ciertos bienes por factores climáticos, demográficos, culturales, etc. El historiador Henry Moss describe la situación que existía antes de la crisis:

Sobre estas carreteras circulaba un tráfico que aumentaba continuamente, no sólo de tropas y funcionarios, sino de comerciantes, mercancías e incluso turistas. Se desarrolló rápidamente un intercambio de artículos entre las distintas provincias,que pronto alcanzó una escala sin precedente histórico y que no se repitió hasta hace pocos siglos. Metales de las minas de las altiplanicies de Europa occidental, pieles, lanas y ganado de los distritos pastoriles de Britania, Hispania y las costas del mar Negro, vino y aceite de Provenza y Aquitania, madera, brea y cera del sur de Rusia y el norte de Anatolia, frutos secos de Siria, mármol de las costas del Egeo, y –lo más importante– grano de los distritos donde se cultivaba trigo en el norte de África, Egipto y el valle del Danubio para las necesidades de las grandes ciudades; todas estas mercancías, bajo la influencia de un sistema altamente organizado de transporte y comercialización, se movían libremente de un extremo a otro del Imperio.
Mizar

Sin embargo, con la crisis del siglo tercero esta vasta red comercial se derrumbó pues dependía de una moneda transportable y con valor intrínseco real. La ausencia de esta moneda confiable y el incremento desmesurado de los precios hacía cada vez menos rentable el comercio, ya sea dentro de los límites del Imperio o el de exportación e importación. La depresión del comercio perjudicó a su vez a la industria, que ahora carecía de mercados donde colocar sus productos y por consiguiente empezó a extinguirse; inclusive la agricultura y la ganadería sufrieron grave retroceso pues la mayor parte de su producción se destinaba al comercio interprovincial del Imperio. Si bien la minería seguía siendo una actividad económica importante, tenía como cliente casi exclusivo al propio Estado romano y se sustentaba solamente en el trabajo forzoso de los esclavos, por lo cual su efecto multiplicador sobre el resto de la economía romana era casi nulo.
A esto se une que la economía romana estaba basada, desde los días de Augusto, en aprovechar los recursos de las regiones recién conquistadas para sustentar la burocracia y la corte imperial. Al cesar la expansión territorial tras las conquistas de Adriano y Trajano, el Imperio romano no disponía de nuevos territorios cuyas riquezas pudieran sostener los gastos gubernamentales cada vez más crecidos, que pronto causaron un serio déficit.
El desasosiego difundido por la inflación y el empobrecimiento generalizado hizo que los viajes de los comerciantes no fueran tan seguros como en el pasado, al aumentar el número de salteadores y reducirse la seguridad dada por las legiones en muchas provincias, en tanto las tropas estaban más ocupadas en servir como soportes políticos de los diversos candidatos al trono.
La crisis financiera hizo el intercambio más difícil todavía, en tanto la depreciación de la moneda causó que los productores y comerciantes recibieran un dinero devaluado por sus productos y que a su vez los compradores requirieran mayores cantidades de ese mismo dinero devaluado para formar una masa de metal precioso con la cual comprar otros productos, lo cual hacía más difícil el transporte de dinero. Las transacciones comerciales entre las provincias del Imperio se redujeron muchísimo y esto llevó a cambios profundos que, de muchas maneras, presagiaban el carácter de la próxima Edad Media.
Los grandes terratenientes, incapaces de exportar con éxito sus cosechas a grandes distancias, comenzaron a producir bienes para la subsistencia y el intercambio puramente local. En vez de importar bienes manufacturados, cada vez más caros y que ya no podían pagar, los terratenientes empezaron a producir muchos productos localmente, con frecuencia en sus propias haciendas, dando comienzo así a la economía de autarquía que se generalizaría en los siglos siguientes, alcanzando su forma final en el feudalismo, donde el metal precioso era cada vez más escaso y por lo tanto la moneda empezaba a desaparecer, mientras que el comercio se practicaba solo en ámbitos locales muy reducidos.

## Impacto social
La población libre de las ciudades, mientras tanto, empezó a desplazarse a zonas rurales en búsqueda de comida y protección debido a que el aumento de precios hacía cada vez más difícil obtener alimentos en las urbes para quienes no fuesen comerciantes, burócratas o soldados. Desesperados por la necesidad de sobrevivir, muchos de estos plebeyos de las ciudades, así como muchos pequeños agricultores, se vieron forzados a renunciar a derechos básicos de ciudadanía para recibir protección de los grandes aristócratas convertidos en terratenientes. Los primeros se convirtieron en colonos. Sus puestos se hicieron hereditarios, por lo que quedaron atados a la tierra. Esto formaría la base de la sociedad medieval feudal.
Incluso las propias ciudades empezaron a cambiar de carácter. Las grandes urbes abiertas de la antigüedad dieron paso lentamente a las ciudades amuralladas más pequeñas, tan comunes en la Edad Media, por temor a los ataques externos y ante la falta de tropas imperiales que estuvieran dispuestas a guarnecerlas. Inclusive los antiguos comerciantes urbanos empezaron a arruinarse si su ciudad no era sede de alguna gran autoridad imperial, en tanto esta era casi la única fuerza militar y económica capaz de asegurar la pervivencia del comercio. También numerosos aristócratas romanos abandonaban las ciudades de provincias para refugiarse en sus grandes propiedades rurales donde se hacían económicamente autosuficientes y podían mantener una autoridad efectiva sobre masas de campesinos, creando el embrión de los señores feudales de siglos posteriores.
Estos cambios no estuvieron restringidos al siglo tercero, sino que ocurrieron lentamente sobre períodos muy largos, y se vieron puntualizados por reveses temporales. Sin embargo, a pesar de las extensas reformas de emperadores posteriores, la red comercial romana nunca se recuperó por completo, y la vida urbana entró en una larga fase de decadencia incluso en la misma capital, Roma, aunque en el siglo V solo Bizancio conservaba el dinamismo de la típica gran urbe romana. La disminución del comercio entre las provincias las condujo a una «insularidad» creciente entre cada región del Imperio. Los grandes terratenientes, cuya autosuficiencia se había incrementado, prestaban menos obediencia a la autoridad central de Roma y eran abiertamente hostiles hacia sus recaudadores de impuestos, representantes de un Estado que en verdad no tenía fuerza para proteger a dichos terratenientes ni para imponer su propia autoridad en las provincias.
La medida de riqueza en este periodo empezó a tener que ver menos con la autoridad civil basada en las urbes y más con el control de grandes haciendas agrícolas. La población común perdió poder político y económico con respecto a la aristocracia, y la antigua clase media disminuyó hasta casi extinguirse en la mayoría de las urbes, en tanto el comercio y la industria que las sostenía no pudo sostenerse por más tiempo, excepto en Bizancio. La crisis del siglo III marcó así el comienzo de un largo proceso evolutivo que transformaría el mundo antiguo en el mundo medieval.

## En la literatura
La novela de La luz de oriente de Jesús Sánchez Adalid está ambientada en la crisis del siglo III.